# 코카인 베어
《코카인 베어》(영어: Cocaine Bear, 일부 지역에선 영어: Crazy Bear)는 2023년 개봉한 미국의 블랙 코미디 공포 영화이다. 엘리자베스 뱅크스가 감독을 맡고, 케리 러셀, 오셰이 잭슨 주니어, 올든 에런라이크, 브루클린 프린스, 제시 타일러 퍼거슨, 레이 리오타 등이 출연하였다. 영화 제목에 명시된 별명을 가진 한 아메리카흑곰의 실화에서 영감을 얻었다.

## 출연
- 케리 러셀 - 세리 역: 간호사.
- 올든 에런라이크 - 에디 역: 시드의 아들.
- 오셰이 잭슨 주니어 - 더비드 역: 시드의 해결사.
- 레이 리오타 - 시드 역
- 아이제이아 휘틀록 주니어 - 밥 역: 형사.
- 브루클린 프린스 - 디 디 역: 세리의 중학생 딸.
- 크리스천 콘베리 - 헨리 역: 디 디의 절친.
- 마고 마틴데일 - 리즈 역: 공원 관리원.
- 제시 타일러 퍼거슨 - 피터 역: 야생 동물 보호 운동가.
- 크리스토페르 히비우 - 올라프 역: 노르웨이인 등산객.
- 하나 훅스트라 - 엘사 역: 올라프의 약혼자.
- 에런 홀리데이 - 키드 역
- 매슈 리스 - 앤드루 손턴 역
- 가현 김 - 베스 역

## 제작

### 창작 배경

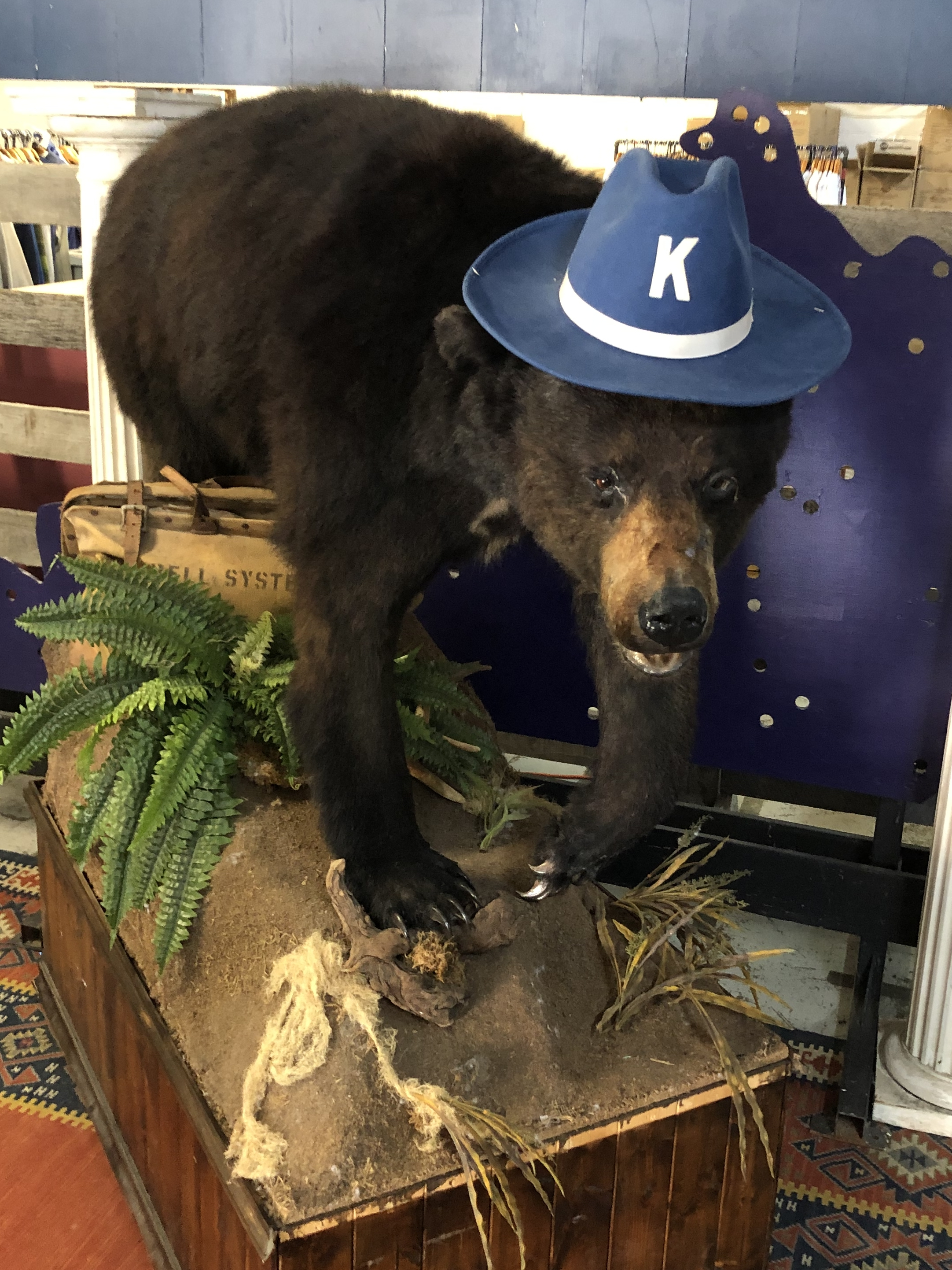
코카인 베어

이 영화는 1985년 미국에서 벌어진 실제 사건에서 영감을 얻었다.
1985년 켄터키주 렉싱턴 마약 수사관에서 마약상으로 변신한 앤드루 C. 손턴 2세는 직접 세스나 404 타이탄을 몰고 동업자 빌 레너드와 함께 미국으로 마약을 밀수하던 중 마약 무게가 기체에 지나치게 부담이 되어 생존을 위협하자 2,000만 달러(2023년 가치로 5,670만 달러) 상당의 코카인 75 파운드(34 kg)를 테네시주 상공에서 버려버렸다. 이를 몸무게 175 파운드(79 kg) 크기의 아메리카흑곰이 몇 kg 먹은 뒤 과다복용으로 사망하였고, 조지아주 북부에서 사체로 발견되었다. 한편 앤드루 C. 손턴은 기체를 버리고 탈출을 시도했다가 낙하산이 펴지지 않아 사망하였다.
이 사건이 널리 알려지면서 죽은 아메리카흑곰은 코카인 베어 혹은 파블로 에스커베어(Pablo Eskobear)라는 별명으로 불리게 되었다. 코카인 베어는 박제 과정을 거쳤으며, 현재 켄터키주 렉싱턴에 위치한 켄터키 포 켄터키 펀 몰에 전시돼있다.
영화에서는 앤드루 C. 손턴 2세가 더플 백 하나를 가득 채운 코카인과 함께 낙하산으로 탈출하려다가 비행기 문틀에 머리를 부딪혀 정신을 잃고 테네시주 녹스빌에 추락해 사망하고, 코카인은 조지아주 북부 채터후치오코니 국립 공원에 사는 아메리카흑곰이 주워먹는다.